# Годолия
Годолия, также Гедалья (др.-евр. גְּדַלְיָהוּ בֶּן־אֲחִיקָם‬ Гдальяху бен-Ахикам), — персонаж Библии; сын Ахикама, живший во времена плена вавилонского. Был назначен Навуходоносором II управлять иудейской территорией после её покорения и разрушения Иерусалима и храма (4Цар. 25:22). Покровительствовал пророку Иеремии после его освобождения (Иер. 40:1–6). Вскоре, по наущению аммонитского царя, был коварно убит Измаилом, одним из иудейских военачальников. Подробности события излагаются в 42 и 44 главах книги пророка Иеремии.

## Библейское повествование
После разгрома Иудейского царства и падения города Иерусалима большинство жителей было уведено царём Нововавилонского царства Навуходоносором II в плен в Вавилон. Годолию вавилонский монарх поставил во главе оставшихся, и доверил ему управлять вавилонской провинцией Йехуд в Иудее.
Годолия сумел в кратчайшие сроки успокоить народ и водворить порядок. Он усердно пытался поддерживать нуждающихся людей, помог им начать вновь культивировать поля и виноградники, чтобы таким образом заложить основы продовольственной безопасности. Многие иудеи, разбежавшиеся по соседним странам и пустыням, чтобы избежать рабства, вновь стали возвращаться на родину. Он выпустил из темницы Иеремию (второй из четырёх великих пророков Ветхого Завета, автор книги пророка Иеремии и книги «Плач Иеремии»), где тот находился по обвинению в предательстве, и позволил ему выбирать одно из двух: или он пойдет с большинством жителей в Вавилон, или же останется на родине; Иеремия выбрал последнее. Примечательно, что за несколько лет до этого, отец Годолии Ахикам тоже спас пророка от неминуемой смерти, когда Иеремии угрожала расправа от руки разъяренной черни за его обличительные речи.
Правление Годолии было непродолжительно; он пал жертвой вражды соседнего моавитского царька Ваалиса, подославшего к нему убийцу Измаила, который был одним из иудейских военачальников, во главе радикальной группы иудеев, недовольных деятельностью Годолии. Затем заговорщики, боясь мести вавилонского царя, бежали в Египет, взяв с собой и пророка (о дальнейшей судьбе последнего более ничего не известно).

## Память
В память о гибели Годолии установлен был особый пост, который и теперь значится в еврейском календаре под 3 числом месяца тишрей.